# タジキスタンの交通

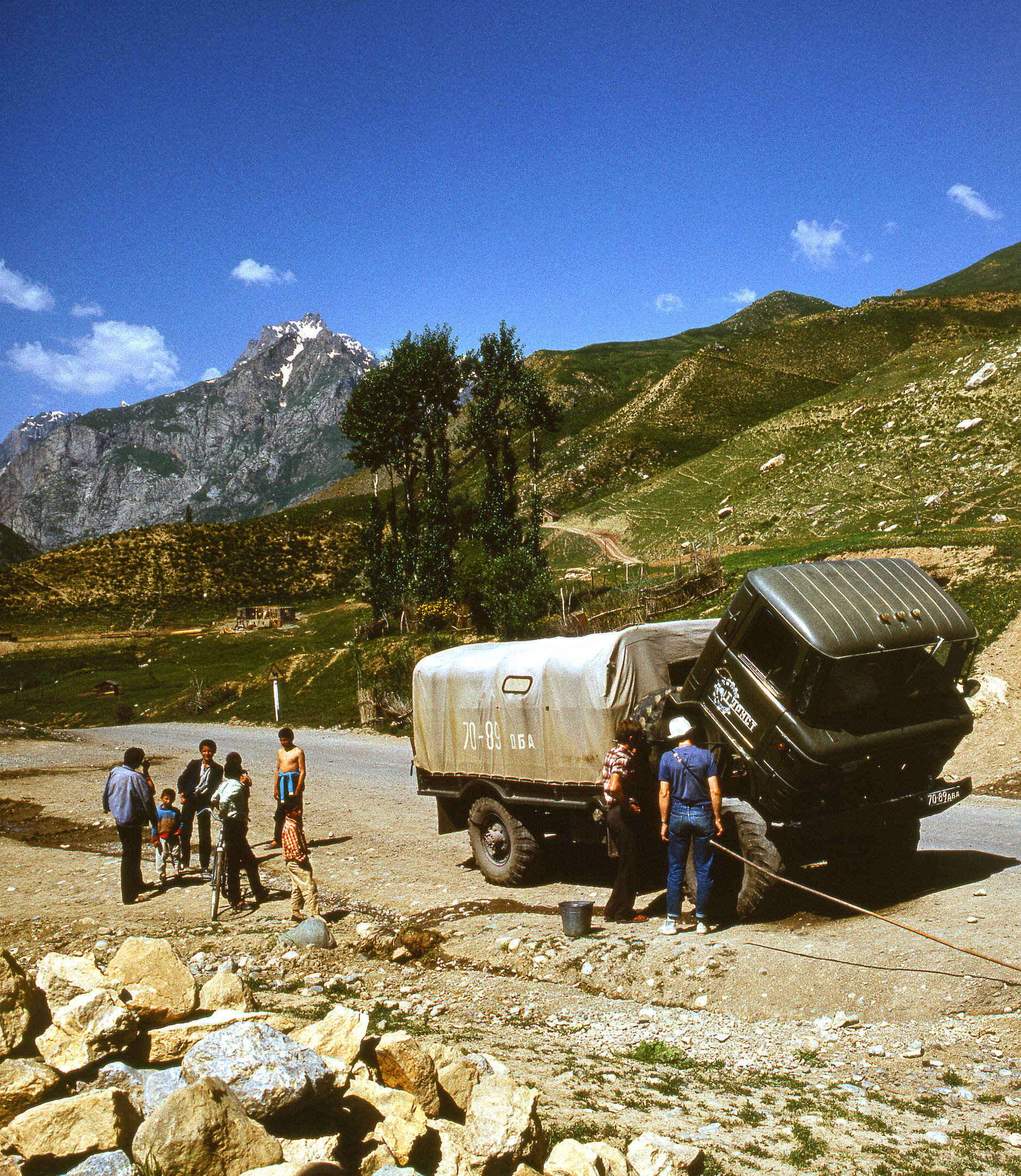

タジキスタンの交通システムのほとんどはソビエト連邦時代に建設されたものであり、年月の経過と不十分な投資と整備のため交通網の質は悪化の一途をたどっている。ソビエト連邦時代のシステムとその後建設された交通システムはどちらも国内北部と南部の地形の顕著な違いを考慮して建設、整備されたものではない。2005年3月1日、この問題を解決すべく複数の大規模交通プロジェクトが計画された。それらの一つがアンザブトンネルであり、このトンネルは2006年に開通、ドゥシャンベとタジキスタン北部を結んでいる。しかし、トンネルには換気システムが不足しており舗装も不十分であることから、一部箇所で依然建設が進行中である。航空会社によるフライトスケジュールは急に変更されることがあり信頼が置けるとは言い難い。ソビエト連邦時代の交通についてはソビエト連邦の交通を参照のこと。

## 鉄道

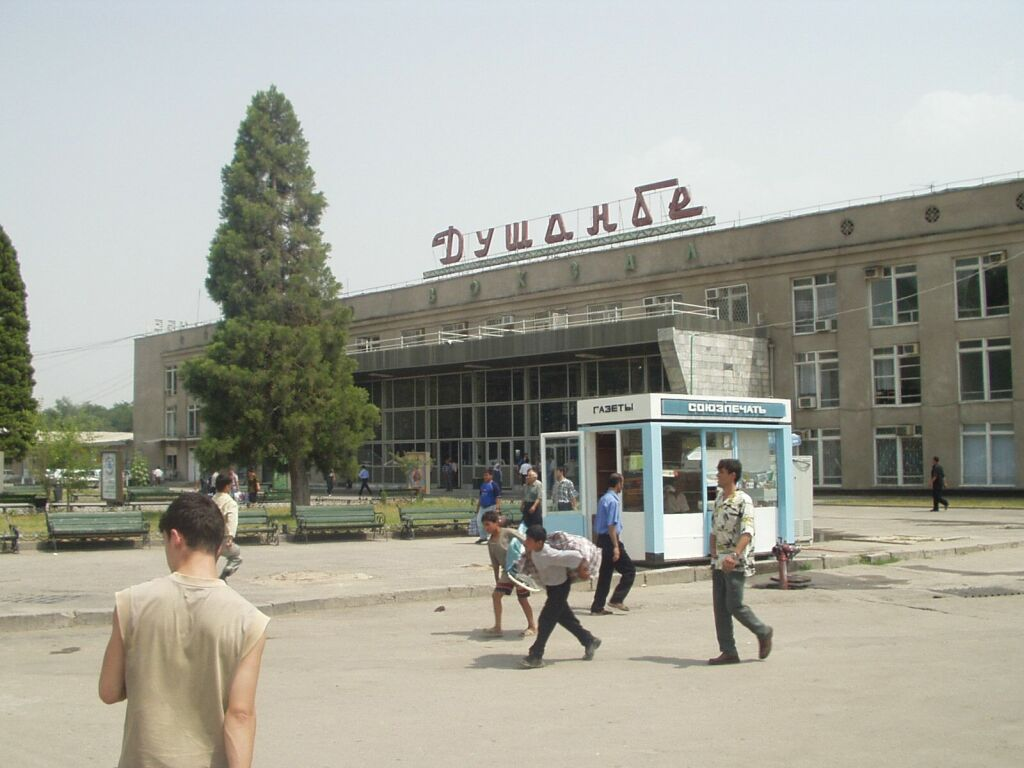
ドゥシャンベ駅

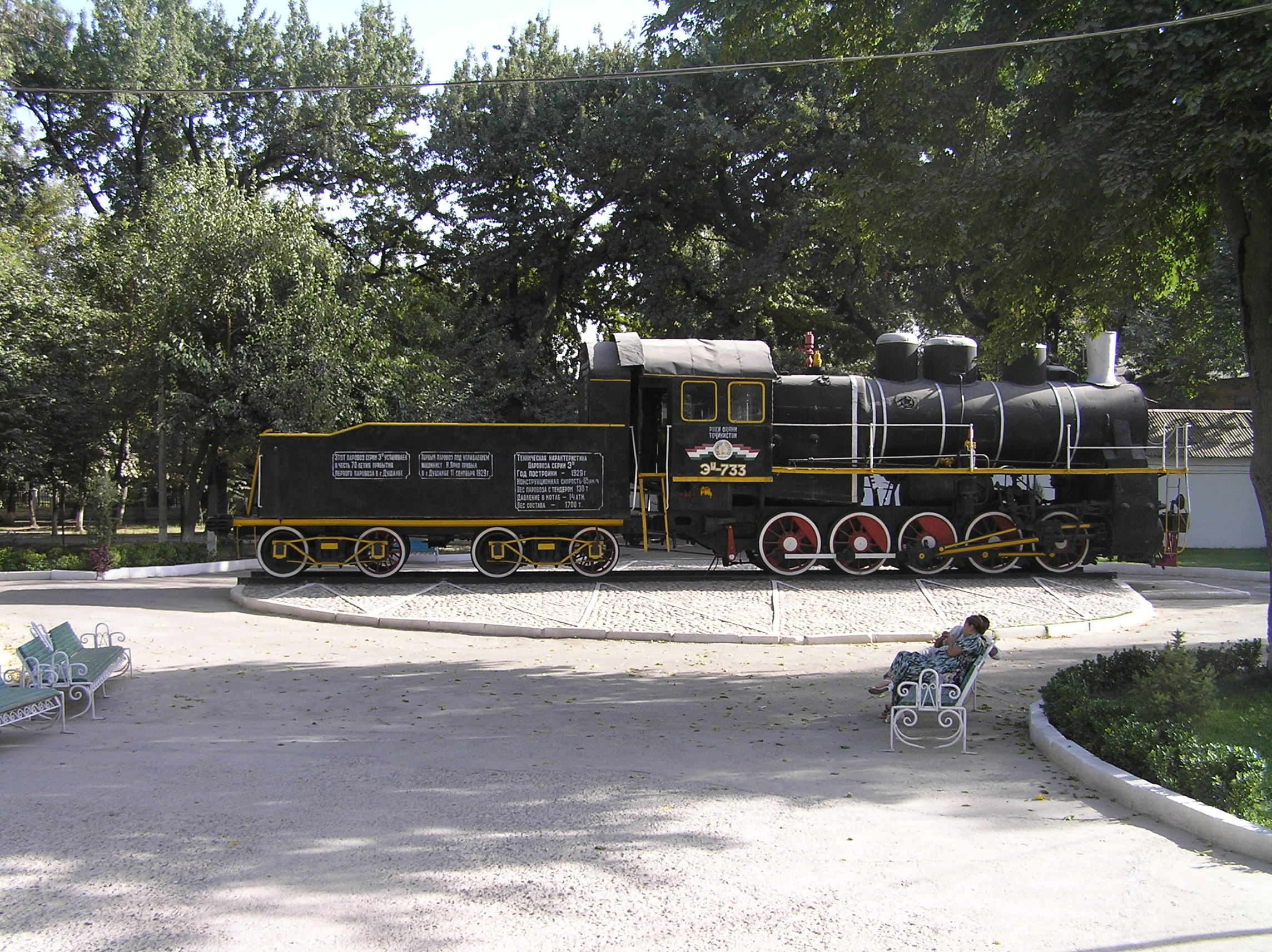
タジキスタンのドゥシャンベ駅付近の公園にあるEu 733 0-10-0

タジキスタン国内の鉄道の総延長は約680kmであり、すべての線路が1520mmの広軌である。鉄道網はタジキスタン西部の都市圏と隣国であるウズベキスタンやトルクメニスタンを結んでいる。2000年、国内南部の都市クルガン・テッパとクリャーブを結ぶ新線が建設された。タジキスタンで乗換を行う旅行者はタジキスタン鉄道の乗換の度に運賃を支払うという断続的な失敗と、安全上の問題に悩まされている。
パキスタン、タジキスタン、アフガニスタンの首脳間の会談では、中央アジアの国々の間の貿易量を増加させるためタジキスタン鉄道の近代化を図ることで合意した。

### 地図
- 国際連合による地図
- UNHCRアトラスによる地図

## 高速道路

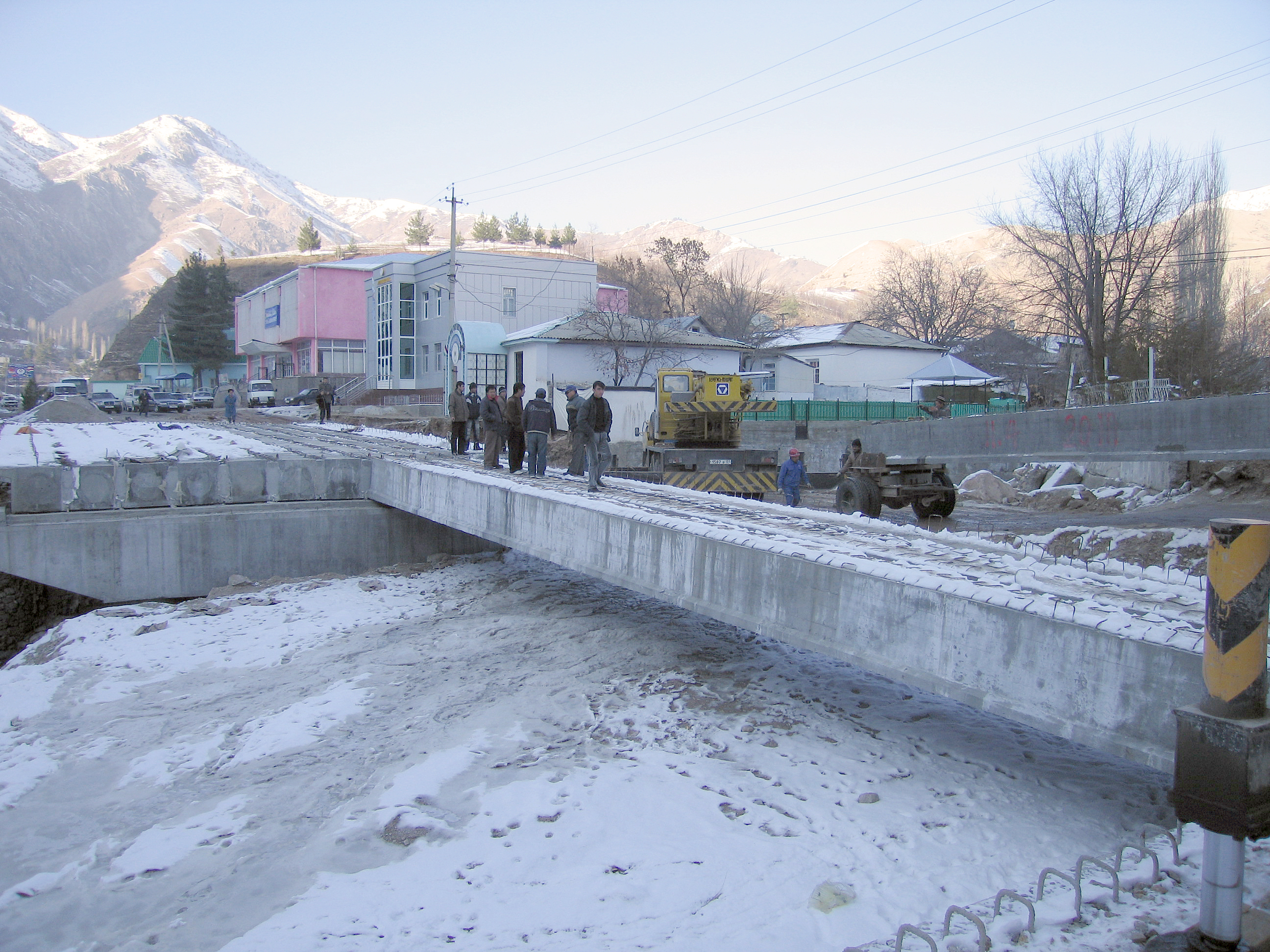
ドゥシャンベとホジェンド間にある橋。中国人労働者により建設された。

タジキスタンには約30,000kmの道路があるが、これらのほとんどは1991年以前のソビエト連邦時代に建設されたものである。主要幹線道路の一つである北部と南部を結ぶ道路はホジェンド北西部から山を超えてドゥシャンベまでを結んでいる。東部へと伸びる主要幹線道路はドゥシャンベからゴルノ・バダフシャン自治州のホログを結び、その後山々を超えて北東部へと進みキルギスのオシへと続いている。ホジェンド・ドゥシャンベ間ルートは冬季に閉鎖されるため、山を迂回するバイパス道路としてアンザブトンネルが建設され、タジキスタンを経由して北部はタシュケント (ウズベキスタン) と、南部はアフガニスタンやパキスタンへと続くルートが開通している。
中国は2007年8月時点で約7.2億USドルをドゥシャンベとホジェンド間の道路補修及び拡張整備を含むタジキスタンのインフラ整備に投資しており、中国からの設備や労働力、現場監督を使用することとなっている。
2005年半ばにはアメリカ合衆国の投資の下、パンジ川を超えてアフガニスタンと結ぶ橋の建設を開始、2007年8月に完成し、さらにタジキスタンと南の温暖な気候の港を結ぶ複数の橋の建設が計画されている。
パキスタン、タジキスタン、アフガニスタンによる2009年の首脳会談ではタジキスタンを通過する新高速道路の舗装が議題に上がった。新高速道路はパキスタンの中央アジアへの輸出を容易にするものであり、タジキスタンにも多くの利益をもたらすものである。ゴルノ・バダフシャン自治州とドゥシャンベを経由する合計1300kmの道路の建設が計画されている。計画実現に向けた初の会合は2009年11月に開催された。パキスタンのアースィフ・アリー・ザルダーリー大統領によると、
... 道路の開通はこの地域にある国々が互いに歩み寄ることや貿易量増加、すべての国の経済的、社会的利益を産む人々の交流にとって重要である...

## パイプライン
タジキスタンには約549kmのガスパイプラインが有り、ウズベキスタンからドゥシャンベへと天然ガスを供給する役割を果たしている。また、ウズベキスタンからタジキスタン北西部に天然ガスを供給する役割も果たしている。タジキスタンにはこの他に38kmの石油用パイプラインがある。

## 港と運河
タジキスタンは内陸国であり海に面していないため港はなく、運河も存在しない。

## 空港

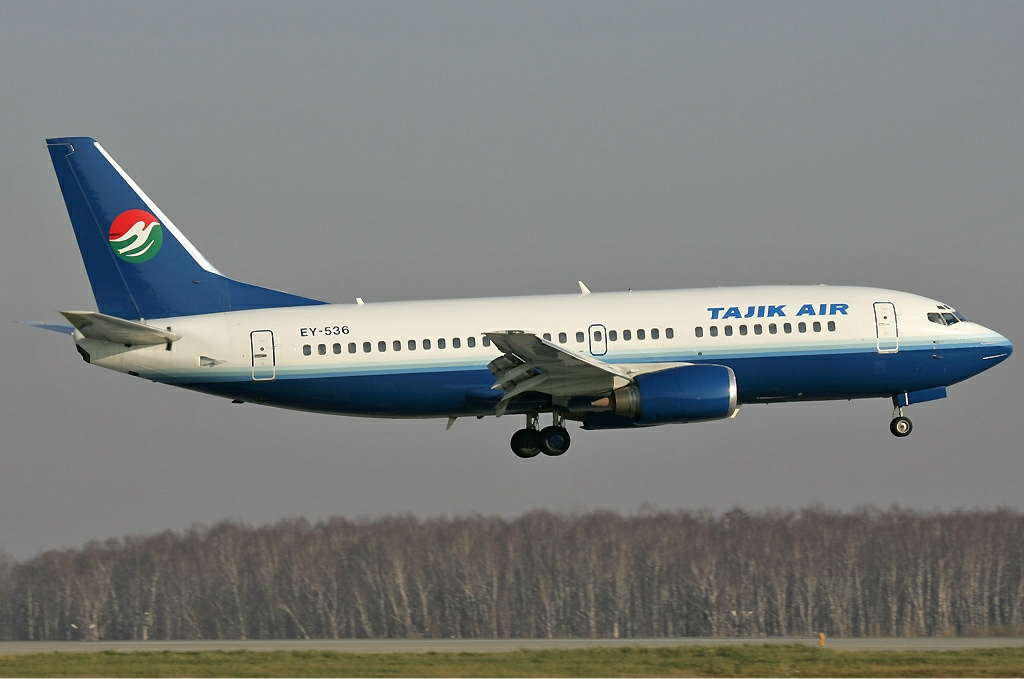
タジキスタン航空の機体

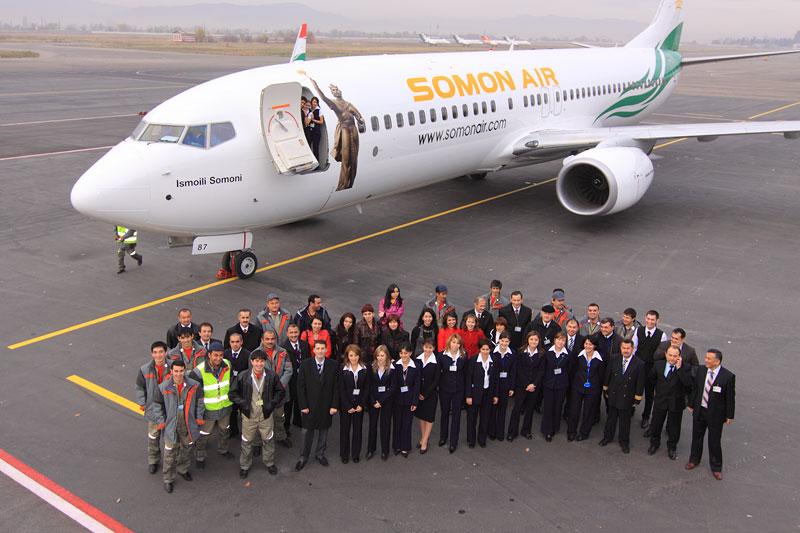
サモンエアの機体と従業員

2009年時点において、タジキスタンには26の空港が有り、その内18は舗装滑走路を有している。また、2つの空港は3,000m以上の滑走路を有する。国内最大の空港はドゥシャンベ空港であり、国際便が発着している。ドゥシャンベとウズベキスタンのタシュケントを結ぶ便は運行されていないが、アルマトイに毎日運行されている国際便はドゥシャンベと外国の主要都市を結ぶ役割を果たしている。次に規模の大きい空港はホジェンド空港とクリャーブ空港である。国営の航空会社であるタジキスタン航空とサモンエア、そして多くのCIS諸国の航空会社が旧ソビエト連邦地域の都市とタジキスタンを結ぶ国際便の運行を行なっている。エア・バルティックはドゥシャンベとリガ、さらにヨーロッパの他の都市を結ぶ便を運用しているが、ウズベキスタンへの直行便は就航していない。ターキッシュ エアラインズ、イラン航空、カーム航空、ウラル航空、S7航空とその他多くの航空会社がドイツやロシアへの定期便を運用している。